# Sun Zhi’an
Sun Zhi’an (chinesisch 孙志安, * 1956 in Suzhou (Jiangsu)) ist ein ehemaliger chinesischer Badmintonspieler.

## Karriere
Sun Zhi’an machte insbesondere in Teamwettbewerben in der ersten Hälfte der 1980er Jahre auf sich aufmerksam. Im Thomas Cup 1982 war er Stammspieler in der chinesischen Männernationalmannschaft und trug mit jeweils einem Sieg im Halbfinale gegen Dänemark und im Finale gegen Indonesien zum Gewinn des Weltmeistertitels bei, wobei er stets im Doppel mit Yao Ximing antrat. 1984, nach einer Veränderung des Austragungsmodus im Thomas Cup und der damit verbundenen Reduzierung der Anzahl der Spiele in einem Mannschaftswettkampf von neun auf fünf, startete er nur noch in einem Doppel im Finale. Dieses verlor er mit Tian Bingyi gegen Liem Swie King und Hariamanto Kartono mit 14:18 und 12:15, wodurch China seinen Titel nicht verteidigen konnte und 2:3 gegen Indonesien unterlag.
1979 wurde er Weltmeister des wenig bedeutsamen Weltverbandes WBF im Doppel mit Yao Ximing.